# Maksim Ivanov
Maksim Ivanov (* 5. Juni 1979 in Tallinn, Estnische SSR) ist ein ehemaliger estnischer Eishockeyspieler, der mit verschiedenen Klubs insgesamt sechs estnische Meistertitel errang.

## Karriere

### Club
Maksim Ivanov begann seine Karriere als Eishockeyspieler in seiner estnischen Heimat beim JSK Monstera Tallinn. Später wechselte er im Jahresrhythmus die Mannschaft und spielte unter anderem auch in Russland, Lettland, Finnland, Belarus und Frankreich. Dabei gelang ihm 1999 mit Torpedo Nischni Nowgorod der Aufstieg in die russische Superliga. Mit dem HK Riga 2000 gewann er 2001 den Vizemeistertitel der East European Hockey League, während er 2005 mit dem Image Club d’Épinal nur knapp den Abstieg aus der Ligue Magnus verhindern konnte. Anschließend spielte er vier Jahre beim HK Stars Tallinn. 2006, 2007 und 2009 konnte er mit dem Klub aus seiner Heimatstadt den estnischen Meistertitel erringen. 2007 wurde er mit seiner Mannschaft auch Pokalsieger. Nachdem die Stars 2009 Insolvenz anmelden mussten, spielte er in den Folgejahren für den Narva PSK, Tartu Kalev-Välk und den schwedischen Boro/Vetlanda HC. Dabei wurde er 2010 als bester Stürmer der Meistriliiga ausgezeichnet und gewann 2011 mit Tartu seinen vierten Landesmeistertitel. Von 2012 bis 2018 spielte er beim HC Viking Tallinn, der sich bis 2014 noch Tallinn Viiking Sport nannte, mit dem er 2013 und 2014 erneut den estnischen Titel erringen konnte. In der Saison 2016/17 war er bester Vorbereiter der estnischen Liga. Nach zwei Jahren ohne Verein spielte er seit 2020 beim HC Vipers Tallinn, wo er 2021 seine Karriere beendete.

### International
Für Estland nahm Ivanov im Juniorenbereich an der U20-C-Weltmeisterschaft 1999 teil.
Noch zuvor gab er sein Debüt für die Herren-Nationalmannschaft bei der B-Weltmeisterschaft 1998, eine Klasse, in der er auch 1999 spielte. Nach Umstellung auf das heutige Divisionssystem nahm er 2001, 2002, 2003, 2004, 2005, 2006, 2007, 2008, 2011 und 2013 an der Division I teil. Nach zwischenzeitlichen Abstiegen stand er 2002, 2009, als er gemeinsam mit seinem Landsmann Aleksandr Petrov zweitbester Vorbereiter hinter dem gemeinsamen Landsmann Aleksei Sibirtsev und auch drittbester Scorer des Turniers hinter diesen beiden war, 2010 und 2012 in der Division II auf dem Eis.
Zudem spielte er für Estland im bei den Qualifikationsturnieren für die Olympischen Winterspiele 2006 in Turin, 2010 in Vancouver und 2014 in Sotschi.

## Erfolge und Auszeichnungen
- 1999 Aufstieg in die Superliga mit Torpedo Nischni Nowgorod
- 2002 Aufstieg in die Division I bei der Weltmeisterschaft der Division II, Gruppe A
- 2006 Estnischer Meister mit dem HK Stars Tallinn
- 2007 Estnischer Meister und Pokalsieger mit dem HK Stars Tallinn
- 2009 Estnischer Meister mit dem HK Stars Tallinn
- 2010 Aufstieg in die Division I bei der Weltmeisterschaft der Division II, Gruppe B
- 2011 Estnischer Meister mit Tartu Kalev-Välk
- 2012 Aufstieg in die Division I, Gruppe B bei der Weltmeisterschaft der Division II, Gruppe A
- 2013 Estnischer Meister mit Tallinn Viiking Sport
- 2014 Estnischer Meister mit Tallinn Viiking Sport
- 2017 Bester Vorbereiter der Meistriliiga